# Martin Körner (Nordischer Kombinierer)
Martin Körner (* 30. Dezember 1935 in Steindöbra) ist ein ehemaliger deutscher Nordischer Kombinierer.
Er trat bei den Olympischen Winterspielen 1960 in Palisades Tahoe (Squaw Valley) in der Nordischen Kombination für die Gesamtdeutsche Mannschaft an. Er flog auf Rang 20. Körner kam bei den DDR-Meisterschaften 1959 auf Rang drei.